# 1461
Cette page concerne l'année 1461  du calendrier julien.
L'année 1461 est une année commune qui commence un jeudi.

## Événements
- 2 février, guerre des Deux-Roses  : Édouard d'York remporte une première bataille contre les troupes lancastriennes, commandées par Owen Tudor, à Mortimer's Cross[1].
- 17 février : une seconde bataille de St Albans donne la victoire aux Lancastre[1].
- 4 mars : Henri est détrôné par Édouard IV[2].
- 9 mars : révolte contre la domination française à Gênes conduite par l'archevêque. La garnison française se réfugie dans le château (Castelletto)[3].
- 12 mars : Prosper Adorno est élu doge de Gênes. Il est déposé le 8 juillet. Spineta de Campo Fregoso (18 juillet), puis l'archevêque Paul de Campo Fregoso (24 juillet), lui succèdent[4].
- 29 mars : Édouard IV vainc Henri VI à la bataille de Towton[1].
- 30 avril : Giovanni da Castro, après la découverte des gisements d'alun de Tolfa, au nord-ouest de Rome, obtient l'autorisation de les exploiter de la commune de Tarquinia, accord confirmé par le pape le 23 août[5].
- Printemps - Été :  une flotte ottomane quitte le port de Gelibolu pour une expédition en mer Noire. Mehmet II prend l’émirat turc de Sinope[6].
- 22 juin : paix entre Skanderbeg et Mehmet II[7].
- 28 juin :  couronnement d'Édouard IV d'Angleterre, (fin de règne en 1470). Warwick dirige le royaume jusqu’en 1464[8].
- 17 juillet : une armée française venue secourir le gouverneur de Gênes, Louis de la Vallée, assiégé dans le Castelletto, est battue par les Génois[9].

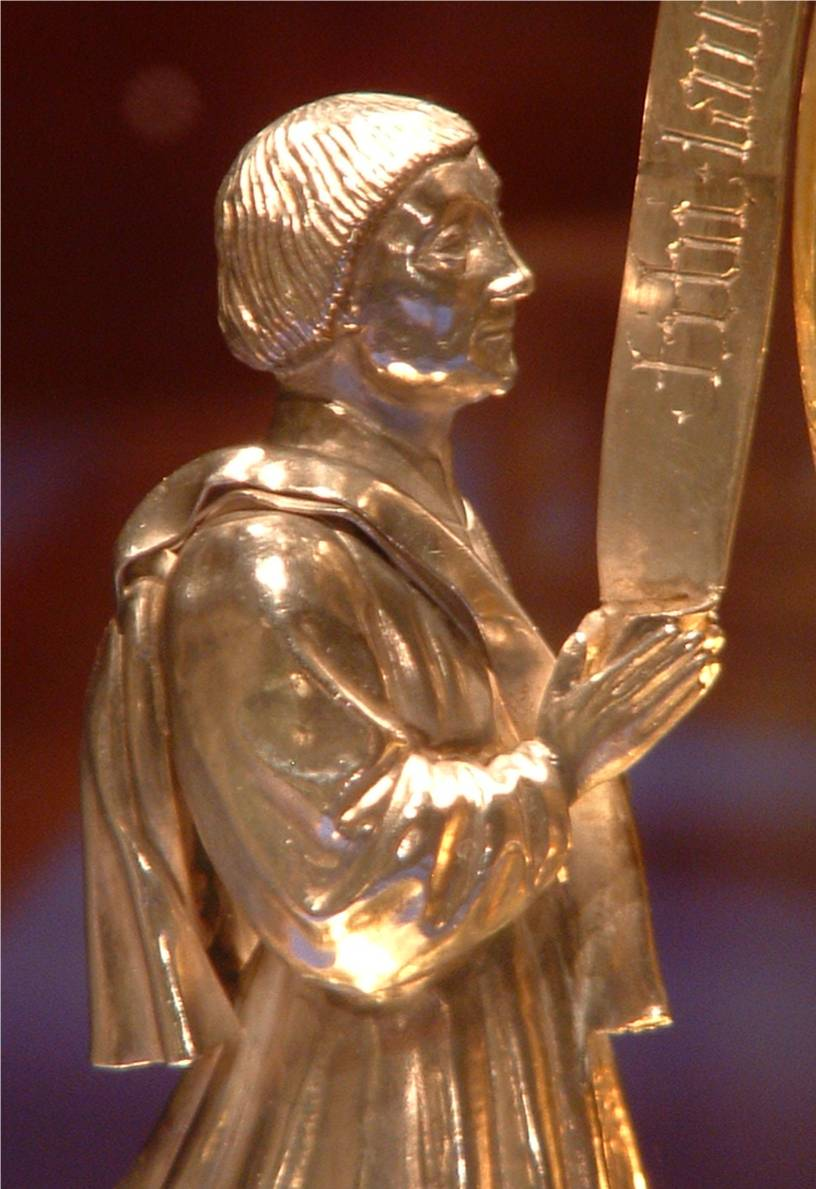
22 juillet : Avènement de Louis XI.

- 22 juillet[10] : mort de Charles VII. Avènement de Louis XI, roi de France de 1461 à 1483.
- 7 août : en Chine, échec de la rébellion du général Cao Qin (en) contre l'empereur Ming Zhengtong[11]
- 14 août :  Louis XI est couronné à Reims[12].
- 15 août : prise de Trébizonde, dernier bastion Byzantin, par les Turcs. Fin de l'empire de Trébizonde[13].
- 29-31 août :  tricoteries d’Angers, troubles urbains à l’avènement du roi de France[14].
- 30 août : en retournant à Paris, Louis XI s’arrête à Saint-Denis et y fait célébrer un office à la mémoire de son père ; à cette occasion, le légat du pape lève les excommunications encourues par Charles VII pour avoir promulgué la Pragmatique Sanction de Bourges[15].
- Septembre : Louis XI s'entoure d'hommes neufs et renvoie les conseillers de son père[16]. Tristan L'Hermite et Le Daim deviennent ses conseillers.
- 6 septembre[17] : armistice de Laxenbourg.
  - Mathias Corvin conclut des alliances avec le roi de Bohême Georges de Poděbrady (10 janvier) dont il épouse la fille Catherine (1er mai)[18] et l’archiduc d’Autriche Albert de Habsbourg (avril) contre l’empereur Frédéric III. Celui-ci est mis en déroute et un armistice est signé à Laxenbourg jusqu’au 24 juin 1462.
- 2 octobre : 
  - À l’occasion de son avènement, Louis XI fait libérer un certain nombre de malfaiteurs dont le poète François Villon[10].
  - Miquemaque de Reims, troubles urbains à l’avènement du roi de France[14].
- 11 octobre : le duc Jean II d'Alençon est réhabilité par lettres patentes de Louis XI et reprend possession de ses terres[19].
- 27 novembre : Louis XI notifie au pape l’abolition, promise quand il était dauphin, de la Pragmatique Sanction[20].
- Novembre : Louis XI donne le Berry à son frère cadet « Monsieur Charles »[21].
- 6 décembre[22] : fondation d’un évêché à Laybach, en Carniole (Ljubljana, Slovénie).
- Hiver 1461 - 1462 : raid de Vlad III l’Empaleur en Bulgarie[6]. Vlad (Dracula), voïévode de Valachie, qui a cessé de payer tribut au sultan depuis 1459, projette d’épouser une parente de Mathias Corvin. En réaction, le sultan lui envoie en ambassade le Grec Thomas Katabolènos (Yunus bey), qui lui réclame les arriérés du tribut et la livraison de cinq cents jeunes chrétiens pour le corps des janissaires, ce que Vlad ne peut accepter. Hamza Bey de Nicopolis aurait alors tenté de s’emparer de la personne de Vlad. Il sera empalé avec l’ambassadeur Katabolènos. Vlad franchit le Danube gelé et envahit la Bulgarie (hiver 1461-1462). Son raid aurait fait 23 883 morts parmi la population[23].

- Afrique : exploration de la Sierra Leone par le portugais Pedro de Sintra[24]. Les Portugais construisent un fort sur l’île Arguin[25].
- Fondation de Sarajevo par le gouverneur ottoman de Bosnie Isa-Beg Isaković[26].
- Beltrán de la Cueva entre au conseil du roi Henri IV de Castille dont il devient le favori (privado)[27].
- Début de la réforme des dominicains de San Pablo de Valladolid. La réforme se répand en Espagne[28].

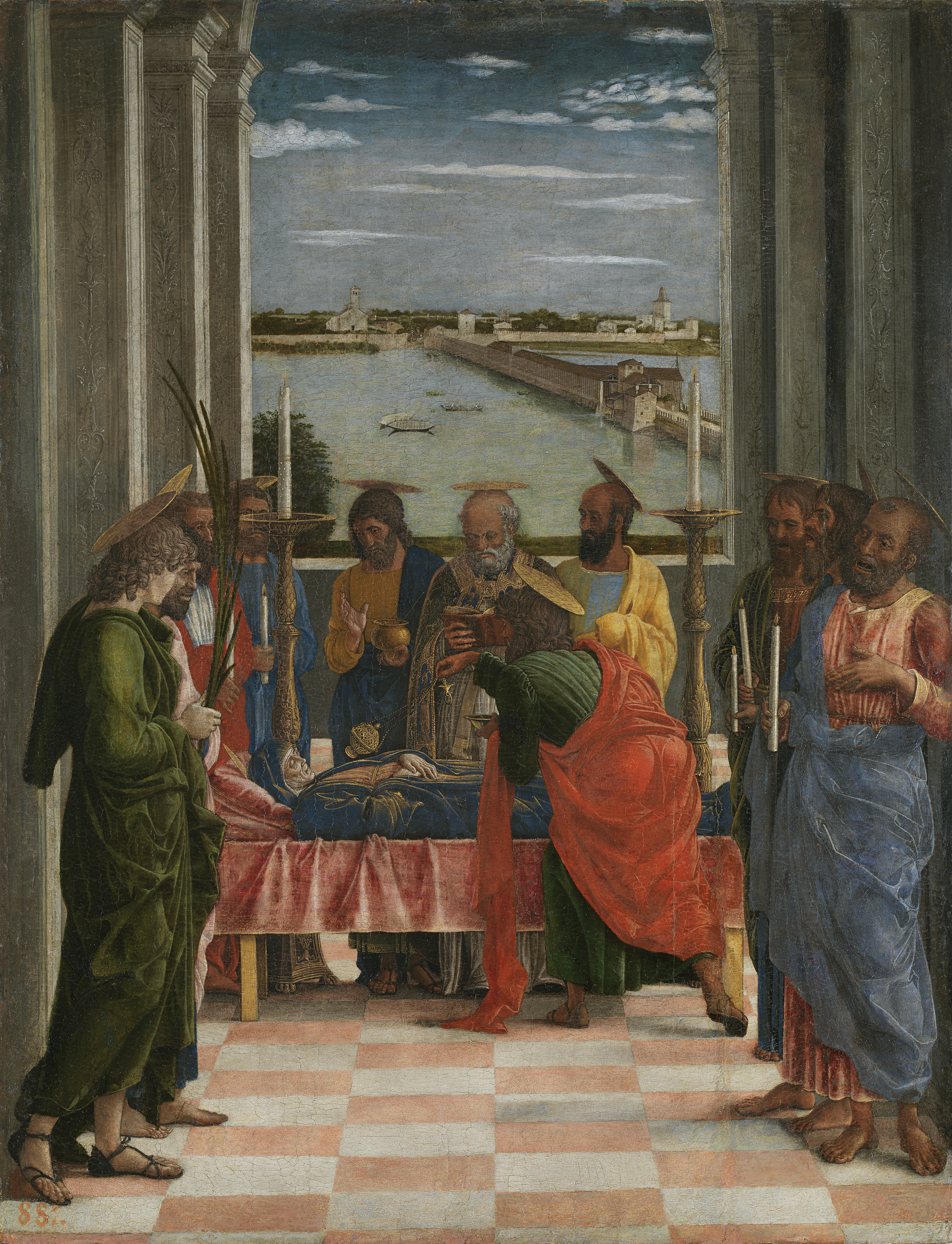
La Mort de la Vierge de Mantegna (détail).

## Naissances en 1461
- ? avril : Anne de France, fille aînée de Louis XI, future dame de Beaujeu et duchesse de Bourbon († 14 novembre 1522).
- 5 août : Aleksander Jagiellończyk I, roi de Pologne et Grand-Duc de Lituanie († 19 août 1506).
- Vers 1461 :
- Bernhard Strigel, peintre allemand († 4 mai 1528).
- 1460 ou 1461 :
- Wen Zhengming, calligraphe, peintre et poète chinois († 1526 ou 1527).

## Décès en 1461
- 2 février : Owen Tudor, exécuté par les hommes d'Édouard IV après la bataille de Mortimer's Cross.
- 17 février : Thomas Thorpe, homme d'État anglais, lynché par une foule à Londres.
- 21 mars : Bertrand V de La Tour d'Auvergne, comte d'Auvergne.
- 8 avril : Georg von Peuerbach, mathématicien et astronome autrichien (né en 1423).
- 15 mai : Domenico Veneziano, peintre italien (né v. 1400) célèbre pour son traitement de la couleur et qui réalise le retable de Santa Lucia dei Magnoli à Florence[29].
- 22 juillet : Charles VII, dit « le Victorieux », roi de France de 1422 à 1461. Des rumeurs d'empoisonnement ont couru, imputant ce possible crime à des agents du dauphin Louis XI, volontairement exilé à Genappe. Il semble toutefois que le roi se soit fait extraire une dent plusieurs jours auparavant, et qu'une congestion cérébrale s'en soit ensuivie.
- 23 septembre : L’infant Charles, prince de Viane, prétendant au trône de Navarre, (fils de Jean II d'Aragon et de Blanche 1re de Navarre), peut-être empoisonné par son père et sa nouvelle épouse castillane.

- Colart IV de Beauffort, conseiller et chambellan du duc de Bourgogne, brûlé à Arras pour sorcellerie.